# 济滨城际铁路
济滨城际铁路，即津潍高铁至济南联络线，是中国山东省一条建设中连接济南市与滨州市的高速铁路，项目投资规模约193.5亿元。线路为双线，正线全长约129千米，西南起自济南市济南东站（与济青高速铁路等共站），东北至滨州市，与建设中的津潍高速铁路相连。济滨城际是环渤海地区山东省城际轨道交通网的一部分。
根据2021年7月的规划，济滨高铁正线全长145.287公里，设计时速350公里，项目线路西起济南市，从济南东站引出，向北经济南市历城区、济南高新区、章丘区，上跨济阳区、商河县，向东经滨州市惠民县、滨城区，接入滨州站。其中，济南段铁路线长90.53公里，新建遥墙机场站、济阳站、商河站等3座车站，将打通起步区与遥墙机场、市区以及京沪二通道的联系。

## 规划
2016年3月24日，山东铁路建设投资有限公司发布《济南至滨州城际铁路项目可行性研究招标公告》。
2020年6月22日，新建济南至滨州铁路社会稳定风险分析工作公示。7月13日，济滨高铁环境影响评价公众参与第一次信息公示。9月7日，环评第二次公示。
2022年1月14日，济滨高铁作为津潍高铁至济南联络线，获得国家发改委批复。3月9日，环评第三次公示。8月26日，济滨高铁初步设计获得国铁集团、山东省人民政府联合批复。9月30日，济南至滨州高铁项目（天津至潍坊高铁济南联络线）正式开工建设。
2023年5月16日，济滨高铁全线首榀箱梁成功架设。